# Sant Antoni de Vilamajor
Sant Antoni de Vilamajor ist eine katalanische Gemeinde in der Provinz Barcelona im Nordosten Spaniens. Sie liegt in der Comarca Vallès Oriental.
Der Ort am Fuße des Montseny, in der Vergangenheit auch als Vilanova de Vilamajor oder einfach Vilamajor bekannt, entstand ab dem 16. Jahrhundert an einer damals wichtigen Wegekreuzung nach Cardedeu.
Die wichtigsten landwirtschaftliche Erzeugnisse sind Getreide, Futtermittel, Kartoffeln, Gemüse und Wein. Bedeutsam ist auch die Tierhaltung (Rind, Schwein, Geflügel). In geringerem Maße gibt es Textil- und metallverarbeitende Industrie.

## Städtepartnerschaft
- Javrezac (Frankreich)